# Symetryzm
Symetryzm – postawa ideologiczna zakładająca, że każdemu negatywnemu zjawisku zawinionemu przez dany obóz polityczny należy spróbować przeciwstawić analogiczne negatywne zjawisko zawinione przez obóz jego przeciwników (w Polsce z reguły w zestawieniu PO – PiS). Symetryści jednocześnie nie opowiadają się po żadnej ze stron sporu. Do symetrystów zalicza się, bądź sami się tak definiują, m.in. Rafał Woś, Grzegorz Sroczyński, Witold Jurasz czy środowisko Klubu Jagiellońskiego. Pojęcie zyskało na popularności po 2015.

## Krytyka
Niektórzy publicyści (np. Mariusz Janicki czy Wiesław Władyka) ocenili koncepcję symetryzmu jako szkodliwą, ponieważ ugruntowuje pozycję PiS-u w percepcji polskiego społeczeństwa. Opinię taką skrytykował Witold Jurasz, którego zdaniem była ona przejawem manipulacji ze strony Janickiego i Władyki. Zdaniem Jurasza, wbrew twierdzeniom Janickiego i Władyki, symetryści nie stawiali znaku równości między pozytywnymi a negatywnymi działaniami PiS-u i w zdecydowanej większości są przeciwnikami tej partii.